# IC 4699
Nébuleuse planétaire
IC 4699 est une nébuleuse planétaire dans la constellation du Télescope.
- Ascension droite 18h 14m 55s
- Déclinaison -46° 1′
- Taille ?
- Magnitude 11,9

Nébuleuse planétaire visible dans l'hémisphère sud.
La nébuleuse est située près de l'étoile Alpha du Télescope, près de la limite avec les constellations de l'Autel et de la Couronne australe. Un télescope de 200 mm permet de voir cette nébuleuse. Attention toutefois à la proximité de l'étoile.